# Andoriaiak

Shran kapitány és csapata a Star Trek: Enterprise Proving Ground című epizódjában

Az andoriaiak vagy andoriánok egy humanoid faj a Star Trek történetekben. Otthonuk az M típusú Andoria hold.

## Jellemzőik
Az andoriaiak kinézetben, méretben, testfelépítésben nagyon hasonlítanak az emberre (mint a legtöbb humanoid faj a Star Trek-ben), megkülönböztető jegyeik a világos- vagy sötétkék bőr, fehér vagy ezüst színű haj, illetve két csápszerű antenna, amik a homlokukból vagy a fejük tetejéből nőnek ki.
Az andoriaiak külseje elég sokat változott a Star Trek filmek és epizódok, valamint a hozzájuk kapcsolódód alkotások (pl. képregények stb.) története során, még a klingonokénál is többet - a bőrszín, az antennák fejen elfoglalt helyzete (homlok, fejtető) és hosszúsága, vagy a haj jellege (emberi hajra hasonlító vagy tollpiheszerű) és színe, valamint a bőrszín (fehértől a sötétkékig). Ezt néhány alkotó úgy magyarázta, hogy az andoriaiaknak ugyanúgy rasszaik vannak, mint az embereknek (vagy a klingonoknak).
Az antennaszerű csápok az otthonuk hideg levegőjében való légzésben segítik őket, az andoriaiaknak ezért fejlett a szaglásuk. Az andoriaiak vére szintén kék színű.
Harcias, heves természetű lények, akik saját magukat is sok tekintetben vadnak és irracionálisnak tartják; civilizációjuk lélekszáma viszont nem túlságosan nagy, mivel az andoriaiaknak összesen négy, két férfi és két női neme van, és az ebből fakadó körülményes szaporodás igencsak visszavetette a népszaporulatot.

## Történetük
A huszonegyedik században, még a Föderáció kora előtt, igen feszült volt viszonyuk a környező fajokkal, különösen a legközelebbi rendszerrel, a Vulkánnal, amely számos fegyveres konfliktusban ütközött ki. Ennek a harcias korszaknak az emberek megjelenése vetett véget: miután az Enterprise kapitánya, Jonathan Archer, dacára a vulkániakkal való szövetségének, segített Shrannek, az andoriai Birodalmi Gárda főtisztjének leleplezni egy álcázott vulkáni katonai megfigyelőállomást (ST ENT - Az andoriai incidens), az andoriaiak megbíztak benne, és kérték Archer közvetítését a vulkániakkal való béketárgyalásokban (ST ENT - Kir S'hara). Archernek, Soval vulkáni követnek és Shrannak - bár a vulkáni és az andoriai háborúpártiak is fenyegették az életüket - sikerült megakadályoznia a bolygóközi háborút, amely mindkét civilizációt elpusztította volna. Az andoriaiak is részt vettek a vulkániakkal közösen azokon a tárgyalásokon a Földön, melyek lezárták az ilyesfajta ellenségeskedést, és megvettették a Föderáció alapjait (ST ENT - Démonok).
Később beléptek a Föderációba és 2161-ben a Föderáció teljes jogú tagjaivá váltak. Sok andoriai csillagflotta-tisztként a Csillagflottában is szolgálatot teljesít. A korábbi sorozatokban, filmekben, amik kronológiailag később játszódnak ezért szerepelnek viszonylag keveset (szinte csak statisztálnak), mert akkor már több más fajjal együtt szerves tagjai a Föderációnak és a Csillagflottának is. Regényekben és képregényekben viszont visszatérő szereplők.

## Andoria
Andoria egy M típusú hold a Star Trek történetekben. Itt élnek az andoriaiak.
A bolygó egy gyűrűs gázóriásbolygó holdjaként az Epsilon Indi rendszerben található, közel a Vulcanhoz. Emiatt is került sor korábban összetűzésekre a harcias andoriánok és a vulkániak között. Ez a folyékony vízben szegény, ugyanakkor jéggel jelentős mértékben borított, ezért eléggé kietlen, hideg világ az otthona a kék bőrű, "antennás" andoriaiaknak, akik a felszín alatt hozták létre településeiket, városaikat, melyeket több ezer kilométeres alagútrendszer köt össze. Az energiát geotermikus tevékenységből szerzik. A bolygón a gravitáció 0,9 g, és az idő néhány, ritka, pár hetes enyhébb időszakot leszámítva fagyos, nyáron sem ritka a több tízfokos, fagy alatti hőmérséklet.